# 1863 en droit
Cet article présente les faits marquants de l'année 1863 en droit.

## Événements

### Janvier
- 1er janvier : Lincoln signe la Proclamation d'émancipation : les esclaves des États qui continuent à se battre contre l’Union sont affranchis. L’armée de l’Union s’ouvre aux Noirs.

### Juillet
- 8 juillet (Russie) : statut des paysans des apanages leur accordant un lot de terre important et rendant le rachat obligatoire.

## Naissances
- 11 janvier : Jean-Baptiste Abel, avocat et homme politique, mort en 1921.